# Lomtjärnen (Skellefteå socken, Västerbotten, 719877-171739)
Lomtjärnen är en sjö i Skellefteå kommun i Västerbotten och ingår i Skellefteälvens huvudavrinningsområde.